# Odontolytes guayara
Odontolytes guayara är en skalbaggsart som beskrevs av Zdzisława Stebnicka 2002. Odontolytes guayara ingår i släktet Odontolytes och familjen Aphodiidae. Inga underarter finns listade i Catalogue of Life.